# Quircuque
Quircuque ou Kirkuk (em curdo: کەرکووک‎; romaniz.: Kerkûk; em árabe: كركوك‎; romaniz.: Karkūk; em turco: Kerkük; Karkh-Selokh) é uma cidade do Iraque, localizada no nordeste do país, sendo a capital da província de mesmo nome.

## População
De origem remota, a cidade é principalmente habitada por curdos, que somam quase a metade da população, além de árabes (28%) e turcomanos (21%) e tem aproximadamente 850 mil habitantes.

## Segurança
Entre 2014 e 2017, o exército curdo, conhecido como Pesmergas, se encarregou da segurança de maior parte da província, após as tropas iraquianas deixarem a região, em plena ofensiva do grupo terrorista Estado Islâmico. No entanto, logo após a realização do Referendo de independência do Curdistão iraquiano em 2017, tropas militares de Bagdá e milícias xiitas de apoio retomaram a província, expulsando os militares curdos, evento parte que foi do Conflito curdo-iraquiano (2017).
Após a retomada pelo governo federal, a segurança da região deteriorou-se consideravelmente, com conflitos étnicos e ataques terroristas.